# Nattai-Nationalpark
Der Nattai-Nationalpark (englisch Nattai National Park) ist ein 489 km² großer Nationalpark in New South Wales, Australien, etwa 100 km südwestlich von Sydney. Er befindet sich im Gebiet der Blue Mountains, das im Jahr 2000 zum Weltnaturerbe erklärt wurde, und schließt dort unmittelbar südwestlich an den Blue-Mountains-Nationalpark an. Die nächstgelegene Stadt ist Camden etwa 15 km nordöstlich. Von hier kann der Park über eine unbefestigte Straße, die aber für normale Straßenfahrzeuge geeignet ist, erreicht werden.
Der Nattai-Nationalpark wurde 1991 gegründet, um die urtümliche Landschaft zu beiden Seiten das Nattai Rivers mit ihren beeindruckenden Sandsteinklippen zu bewahren. Er liegt damit auch im Einzugsgebiet des Lake Burragorang, eines für die Trinkwasserversorgung von Sydney wichtigen Stausees.
Geologisch ist der Park Teil des Sydneybeckens. Dominiert wird es von Hawkesbury-Sandstein-Klippen, darunter liegen Schiefer, feinkörniger Sandstein und schließlich die Illawarra-Kohle-Schicht. Es gibt dort ausgedehnte Waldgebiete, hauptsächlich aus hartblättrigen Eukalypten, in feuchteren Nischen entlang der Abbruchkante finden sich auch kleinere Bereiche mit subtropischem Regenwald. Die abwechslungsreiche Flora beheimatet eine Vielzahl von Tieren, darunter auch die gefährdeten Gold-Laubfrösche, Braunkopf-Rabenkakadus, Bürstenschwanz-Felskängurus, Riesenbeutelmarder, Gelbbauchgleitbeutlern und Koalas.
Abgesehen von einem Rastplatz am Wollondilly Lookout gibt es keine Besuchereinrichtungen, es ist jedoch überall im Park Bushcamping erlaubt, ausgenommen ist lediglich ein 3 km breiter Streifen um den Lake Burragorang.